# Ускршња офанзива
Ускршња офанзива (вијетнамски: Chiến dịch Xuân hè 1972) је била војна операција коју су за време Вијетнамског рата у пролеће 1972. године предузеле снаге Северног Вијетнама и паравојне формације Вијетконга како би војно поразиле тј. срушиле владу Јужног Вијетнама. Представљала је највећу до тада офанзивну операцију, односно други покушај такве врсте после извођења Тет офанзиве четири године раније; за разлику од Тет офанзиве, сада су главнину снага чиниле регуларне снаге Народне армије Вијетнама уместо Вијетконгових герилаца, а стратегија се заснивала на конвенционалним нападима оклопних јединица уместо герилских препада.
Један од мотива северновијетнамаца био је да се искористи прелазни период ”вијетнамизације” рата на којој је инсистирао амерички председник Ричард Никсон, који из политичких разлога није више могао непосредно да користи америчке копнене снаге у војним операцијама. Време почетка офанзиве такође је одабрано како би се поклопило са америчким председничким изборима, при чему су вијетнамци рачунали да Никсон због председничке трке неће вући агресивне потезе којима би сукоб још више ескалирао. С друге стране, северновијетнамска офанзива је, за разлику од Тет офанзиве, била очекивана, па су Американци пре њеног почетка уложили огромна финансијска, логистичка средства и труд како би Јужни Вијетнам снабдели најсавременијим наоружањем и подвргли најбољој обуци, јер су сматрали да ће бити способнии да се супротставе северновијетнамским снагама.
Недостатак америчких копнених снага је требало надокнадити интензивним коришћењем америчких ваздушних снага, односно ескалацијом стратешког бомбардовања циљева у Северном Вијетнаму.

## Ток офанзиве
Током првих месец дана, офанзива Северног Вијетнама дала је најбоље резултате, међу којима је и заузимање стратешки важног града Куанг Три на северу. Међутим, нешто касније је напредовање снага Северног Вијетнама успорило, највише због великих губитака у људству и техници услед непрекидног дејства америчких ваздушних снага. Током јуна и јула започела је офанзива јужновијетнамских снага која ће се завршити заузимањем града Куанг Три. Упоредо са тим, Северни Вијетнам био је изложен до тада незапамћеној кампањи бомбардовања, познатој као операција Лајнбекер.
Када је наступило затишје, америчка и јужновијетнамска страна су прогласиле Ускршњу офанзиву својом великом победом, са чиме се данас слаже само један део историчара, с обзиром да Северни Вијетнам њоме није успео да оконча рат. Међу америчким јавним мњењем владало је мишљење да је успешан отпор јужновијетнамске војске потврда Никсонове стратегије ”вијетнамизације”. С друге стране, током трајања затишја северновијетнамске трупе и снаге Вијетконга држале су под својом контролом 50% територије Јужног Вијетнама, тј. далеко више него пре почетка офанзиве. Тиме је Јужни Вијетнам стекао повољан положај пре почетка Прашке мировне конференције којом је почетком наредне године сукоб био привремено обустављен. Овај предах је касније помогао у прегруписавању северновијетнамских снага и реализацији завршне офанзиве која је омогућила обарање јужновијетнамског режима и коначни завршетак рата.